# Dauin
Dauin es un municipio de Cuarta Clase de la provincia en Negros Oriental, Filipinas. Se encuentra rodeada por el norte con Bacong, al sur con Zamboanguita, y al oeste una sierra lo separa de Santa Catalina. El municipio se encuentra en la costa, al este bordea con el océano. De acuerdo con el censo del 2000, tiene una población de 21,077 en 4,464 hogares. 
Dauin comparte la playa y resorts con gente de la zona y turistas de fuera del país.

## Turismo
La costa de Dauin tiene lugares excelentes para el buceo y muchos arrecifes de coral. El municipio fijó reservorios, donde la pesca está absolutamente prohibida, tales como Santuario de Mainit, Santuario de Luca, Santuario de Dauin y Santuario de Masaplod. Los sitios están bien preservados y ofrecen una gran variedad de formas de vida.
Gracias a su arena oscura en toda la costa, Dauin tiene una enorme biodiversidad que se compara con las zonas de buce de Estrecho de Lembeh en Indonesia. El Pulpo de anillos azules, Wonderpus, Pulpo mimo, Pulpo ocellato venenoso, Peces escorpiones ambon, Los extravagantes peces tijera y gusanos Bobbit se ven frecuentemente en las arenas del municipio.
La Isla Apo forma parte del municipio de Dauin. La isla es también un lugar bastante exótico para bucear, debido a que está completamente rodeado de corales. Lugares de buceo incluyen Punto de Cocos, Mamsa, Cogon, Rockpoint y Chapel. Bigeyed Jacks, tortugas, Peces loro cabeza de golpe y peces rana habitan en los arrecifes de la isla. La isla es accesible por bote a 30 minutos desde tierra firme.

## Barangays
Dauin está políticamente suddividido en 23 barangays.
| - Anhawan - Isla Apo - Bagacay - Baslay - Batuhon Dacu - Boloc-boloc - Bulak - Bunga - Casile - Libjo - Lipayo - Maayongtubig | - Mag-aso - Magsaysay - Malongcay Dacu - Masaplod Norte - Masaplod Sur - Panubtuban - Población I - Población II - Población III - Tugawe - Tunga-tunga |